# Amalia González Caballero de Castillo Ledón
Amalia González Caballero de Castillo Ledón  (Santander Jiménez, Tamaulipas 18 de agosto de 1898 - México, D. F., 3 de junio de 1986), fue la primera mujer embajadora de México, así como primera dama del estado de Nayarit. Se distinguió por luchar en favor de la mujer y para ello fundó y presidió el Ateneo Mexicano de Mujeres y el Club Internacional de Mujeres (1932), y sus actividades en favor de la mujer el derecho de la mujer a «votar y ser votada», lo que se concretó con el decreto del presidente Adolfo Ruiz Cortines, el 17 de octubre de 1953. También fue autora de varias obras de teatro, entre las que se destaca Cuando las hojas caen de 1929, en el que se trata el tema del divorcio, un tema tabú para su época.

## Primeros años
Nació en Santander Jiménez, en el estado de Tamaulipas, el 18 de agosto de 1898, y fueron sus padres Vicente González Garcilazo y María Caballero Garza. Hizo estudios preparatorios en la Escuela Municipal de Ciudad Victoria, y los profesionales en la Escuela Normal de Maestros de la misma ciudad. En la capital de la República cursó la carrera de declamación y arte teatral en el Conservatorio Nacional de Música, y cursó algunas materias en la Facultad de Filosofía y Letras de la entonces llamada Universidad Nacional de México. El 30 de septiembre de 1927 contrajo nupcias con el intelectual nayarita Luis Castillo Ledón, con quien tuvo tres hijos: Luis Antonio, Beatriz (médica) y Gabriela Castillo Ledón.

## Actividades culturales
Dictó conferencias en diversas ciudades de Estados Unidos, en la República Dominicana, Cuba, Argentina, Paraguay, Guatemala y en otros países. Fundó numerosas sociedades de índole cultural, social y política. Fue Presidenta Fundadora del Ateneo Mexicano de Mujeres, presidenta de la Sociedad Mundial de Mujeres, con residencia en Buenos Aires; fundadora del Club Internacional de Mujeres y Trabajadores Intelectuales; miembro del Seminario de Cultura Mexicana y, como tal, conferencista en diversas ciudades del país. En febrero de 1945 representó a México en la Organización de las Naciones Unidas, y fue una de las personas firmantes de la Carta de Chapultepec.

## Su paso por la Ciudad de México
Obtuvo el título de maestra normalista, y estudió la carrera de Letras en la Facultad de Filosofía y Letras de la Universidad Nacional Autónoma de México (UNAM). En 1929, junto con los doctores Aquilino Villanueva e Ignacio Chávez, participó en la creación de la Asociación Nacional de Protección a la Infancia. Ese mismo año trabajó en la creación de la Oficina de Educación y Recreaciones Populares del entonces Departamento Central del Distrito Federal (posteriormente llamada Acción Social). 
Con el objetivo de difundir el arte dramático a todos los niveles sociales (teatro de masas), promovió la instalación de enormes carpas y escenarios al aire libre, como el del Parque México. En colonias populares abrió centros culturales, y dentro de las cárceles estableció talleres de artes y oficios. Para las hijas de las reclusas fundó la Escuela Héroes de Celaya, en la delegación Azcapotzalco. También organizó la primera Unión de Actores Teatrales Mexicanos.
Esposa del notable intelectual nayarita Luis Castillo Ledón, fungió como primera dama del estado de Nayarit entre 1930 y 1931. Durante su corta estancia en la ciudad de Tepic y entre otros logros, con su esposo y con el luego notable escritor jalisciense Agustín Yáñez, participó de la fundación del Instituto de Ciencias y Letras y de la Escuela Normal (antecedentes directos de la Universidad Autónoma de Nayarit, de la Escuela Normal Urbana de Tepic y de la Escuela Normal Superior de Nayarit).

## Vida diplomática
En 1936, junto con Luz Vera, Graciana Álvarez, Belén de Zárraga, Julia Nava de Ruisánchez, María Ríos Cárdenas, Otilia Zambrano y Josefina Velásquez, formó el Comité Femenino Interamericano pro Democracia, cuya misión fue apoyar y divulgar los principios de la política exterior de México. Organizó las guarderías para las y los hijos de locatarios de mercados. En 1944 fue miembro titular del Seminario de Cultura Mexicana, y realizó los trámites para incorporar la Comisión Interamericana de Mujeres (misma que luego presidió) a la Organización de Estados Americanos (OEA), y de 1946 a 1950 la representó ante la Comisión de Derechos Humanos de la Organización de las Naciones Unidas (ONU). 

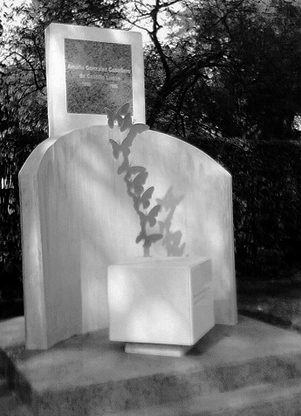
Sepulcro de Amalia González Caballero en la Rotonda de las Personas Ilustres de la Ciudad de México.

En 1945, en plena Segunda Guerra Mundial, participó en la Conferencia de las Naciones Unidas en San Francisco, donde intervino en la consagración de la igualdad de hombres y mujeres en la Carta de las Naciones Unidas. 
En 1948, fue nombrada presidenta del Sector Femenil del entonces Partido de la Revolución Mexicana (PRM); presidió el Comité Coordinador Femenino para la Defensa de la Patria. También en 1948 representó a México ante la Organización de los Estados Americanos, y en 1952 fundó la Alianza de Mujeres de México.
En 1964 fue miembro del Consejo Consultivo de la Administración Pública Internacional de las Naciones Unidas. En 1965, fue representante del Organismo Internacional de Energía Atómica, y en 1980, asesora de la Secretaría de Turismo.

## Fallecimiento
Murió en Ciudad de México el 3 de junio de 1986, a los 88 años de edad. Sus restos fueron enterrados en la Rotonda de los Tamaulipecos Ilustres hasta el 2012 cuando fueron trasladados a la Rotonda de las Personas Ilustres luego de una ceremonia realizada en el Teatro del Centro Cultural Tamaulipas, el cual lleva su nombre.

## Obra literaria

### Ensayos
- Cuatro estancias poéticas
- Viena, sitial de la música de todos los tiempos

### Drama
- Cuando las hojas caen (1929), historia de un matrimonio que ante el fracaso decide divorciarse.
- Cubos de Noria (1934), la trama se desenvuelve entre dos revolucionarios que toman caminos distintos: uno, Andrés Vidales, se vuelve diputado, y la otra, Chole Saldívez decide ser maestra en la sierra.[6]
- Coqueta
- Bajo el mismo techo
- Peligro - Deshielo
- La verdad escondida (1963), crítica a la hipocresía que puede existir en una relación de pareja

## Homenajes
En el marco de los festejos por el ingreso de sus restos a la Rotonda de los Tamaulipecos Ilustres, fue dibujada en la obra de teatro Réquiem para Amalia, escrita y dirigida por Medardo Treviño e interpretada por Angélica Aragón. En el marco del 15 de noviembre de 2019 de la protesta por el golpe de Estado en Bolivia se repartió un volante con la foto de Margarita Cisneros de Cadenas poblana 1952 una imagen latinoamericana y el nombre de Amalia Castillo Ledón, el historiador Pedro Salmerón compartió la publicación que llevaba los nombres y fotos de Meme Yamel, Consuelo Uranga, Margarita García Flores y Carmen Caballero de Cortez.[cita requerida]
Gabriela Mistral le dedica el poema Encargos, en el libro Ternura.

## Embajadas
- Suecia - (1953)
- Suiza - (1957)
- Finlandia - (1959)
- Austria - (1965 - 1970)
- Naciones Unidas - (1965)

## Ministra
- Ministra Plenipotenciaria de México - (1953 - 1956)